# Какетаев, Оспан
Оспа́н Какета́ев (1902, аул Теспе, Каркаралинский уезд, Семипалатинская область, Степное генерал-губернаторство, Российская империя — 22 января 1988, село Теспе, Каркаралинский район, Карагандинская область, Казахская ССР) — скотник колхоза имени Калинина Каркаралинского района Карагандинской области, Казахская ССР. Герой Социалистического Труда (1949).

## Биография
Родился в 1902 году в крестьянской семье в ауле Теспе Каркаралинского уезда.
С раннего возраста трудился в частном сельском хозяйстве. С 1934 года — рядовой колхозник до призыва в 1941 году в Красную Армию по мобилизации.
Участвовал в Великой Отечественной войне. В 1944 году демобилизовался и возвратился в Казахстан, где трудился скотником в колхозе имени Калинина (позднее — совхоз «Восток») Каркаралинского района.
В 1948 году обслуживал 100 голов крупного рогатого скота и получил в среднем на каждую голову среднесуточный привес в 1011 граммов. Указом Президиума Верховного Совета СССР от 12 июля 1949 года удостоен звания Героя Социалистического Труда за «получение высокой продуктивности животноводства в 1948 году» с вручением ордена Ленина и золотой медали «Серп и Молот» (№ 4140).
Этим же указом званием Героя Социалистического Труда были награждены труженики колхоза имени Калинина Каркаралинского района чабан Даулетжан Оразалин и скотник Имамбек Утегенов.
Трудился в колхозе имени Калинина, позднее реорганизованного в совхоз «Восток», до выхода на пенсию в 1960-х годах.
Проживал в родном селе Теспе Каркаралинского района.
Умер 22 января 1988 года.